# Alternativa de Govern
Alternativa de Govern és un partit polític català fundat el 2010 per Montserrat Nebrera i altres militants crítics del PP català (PPC). Es definia com a liberal i anti-establishment. L'origen del nom es remunta el 2007 quan la líder del partit va crear una pàgina web pensada per fomentar el debat amb els ciutadans, una iniciativa que aleshores va molestar l'expresident del PPC Josep Piqué. El 2009, un any després, de perdre les primàries del PPC contra Alicia Sánchez-Camacho va renunciar a l'escó del parlament i va fer públic que treballava per la creació del partit.
El partit es va presentar a les eleccions autonòmiques del 2010 per la circumscripció de Barcelona, la cap de la llista va ser Montserrat Nebrera. En aquests comicis, els únics que s'ha presentat el partit fins al moment, no va aconseguir cap diputat, ja que tan sols va obtenir 2.208 vots (0,09% sobre el total). La seva campanya va estar marcada pel fort caràcter anti-stablishment, molt crític amb l'actual sistema de partits catalans i la llei electoral catalana.
Després dels pobres resultats de les autonòmiques, 2 dels 3 fundadors del partit van deixar la política. El partit no ha tornat a presentar-se en cap elecció i actualment no té activitat política.